# 5e étape du Tour d'Espagne 2011
La 5e étape du Tour d'Espagne 2011 s'est déroulée le mercredi 24 août 2011. Sierra Nevada est le site de départ et Valdepeñas de Jaén est la ville d'arrivée. Il s'agit d'une étape de moyenne montagne sur 200 kilomètres.
C'est l'Espagnol Joaquim Rodríguez (Team Katusha) qui remporte la victoire devant Wout Poels (Vacansoleil-DCM) et son compatriote Daniel Moreno (Team Katusha). Le Français Sylvain Chavanel conserve son maillot rouge de leader pour la deuxième journée consécutive.

## Profil de l'étape
C'est la deuxième fois consécutive que Valdepeñas de Jaén accueille une arrivée du Tour d'Espagne, après l'édition de 2010. Le col de deuxième catégorie de l'Alto de Valdepeñas de Jaén présente une côte à 27 % peu avant l'arrivée.

## La course
C'est une course dite « bosselée », c'est-à-dire sans réelles difficultés, excepté l'ascension finale vers l'arrivée où, sur 300 à 400 mètres, le pourcentage est de 23 % à 25 %. David Moncoutié parvient à s'échapper vers la fin de l'étape, réalise une bonne descente et passe la flamme rouge signalant le dernier kilomètres de course avec 16 secondes d'avance sur le peloton mené par l'équipe Liquigas-Cannondale de Vincenzo Nibali. Cependant, il reste encore une ascension, très courte (300 mètres) mais à 24 % de moyenne. Le Français ne parvient pas à retenir le peloton et craque dans cette courte ascension. Puis trois coureurs s'échappent dans les 500 derniers mètres : Daniel Moreno (vainqueur d'étape la veille), Wout Poels et Joaquim Rodríguez. Ce dernier file vers la victoire devançant son coéquipier de chez Katusha, Daniel Moreno, et Poels finit troisième. Quant à Sylvain Chavanel, le maillot rouge au départ de l'étape à Sierra Nevada, il termine à 31 secondes de Rodriguez et conserve le maillot rouge de leader pour 9 secondes seulement par rapport à son dauphin, le deuxième de l'étape, Daniel Moreno.

## Classement de l'étape
|    | Coureur               | Pays     | Équipe             | Temps | Temps           |
| -- | --------------------- | -------- | ------------------ | ----- | --------------- |
| 1  | Joaquim Rodríguez     | Espagne  | Team Katusha       | en    | 4 h 42 min 54 s |
| 2  | Wout Poels            | Pays-Bas | Vacansoleil-DCM    | +     | 4 s             |
| 3  | Daniel Moreno         | Espagne  | Team Katusha       |       | 5 s             |
| 4  | Bauke Mollema         | Pays-Bas | Rabobank           |       | 7 s             |
| 5  | Michele Scarponi      | Italie   | Lampre-ISD         |       | 7 s             |
| 6  | Haimar Zubeldia       | Espagne  | Team RadioShack    |       | 7 s             |
| 7  | Jakob Fuglsang        | Danemark | Team Leopard-Trek  |       | 7 s             |
| 8  | Nicolas Roche         | Irlande  | AG2R La Mondiale   |       | 7 s             |
| 9  | Jurgen Van den Broeck | Belgique | Omega Pharma-Lotto |       | 7 s             |
| 10 | Fredrik Kessiakoff    | Suède    | Astana             |       | 7 s             |

## Classement général
|    | Coureur               | Pays     | Équipe              |    | Temps           |
| -- | --------------------- | -------- | ------------------- | -- | --------------- |
| 1  | Sylvain Chavanel      | France   | Quick Step          | en | 18 h 2 min 34 s |
| 2  | Daniel Moreno         | Espagne  | Team Katusha        | +  | 9 s             |
| 3  | Joaquim Rodríguez     | Espagne  | Team Katusha        |    | 23 s            |
| 4  | Jakob Fuglsang        | Danemark | Team Leopard-Trek   |    | 25 s            |
| 5  | Vincenzo Nibali       | Italie   | Liquigas-Cannondale |    | 33 s            |
| 6  | Fredrik Kessiakoff    | Suède    | Astana              |    | 35 s            |
| 7  | Maxime Monfort        | Belgique | Team Leopard-Trek   |    | 38 s            |
| 8  | Jurgen Van den Broeck | Belgique | Omega Pharma-Lotto  |    | 43 s            |
| 9  | Sergio Pardilla       | Espagne  | Movistar            |    | 43 s            |
| 10 | Marzio Bruseghin      | Italie   | Movistar            |    | 52 s            |

## Classements annexes

### Classement par points
|   | Cycliste          | Pays    | Équipe       | Points |
| - | ----------------- | ------- | ------------ | ------ |
| 1 | Daniel Moreno     | Espagne | Team Katusha | 41     |
| 2 | Joaquim Rodríguez | Espagne | Team Katusha | 39     |
| 3 | Pablo Lastras     | Espagne | Movistar     | 28     |

### Classement du meilleur grimpeur
|   | Cycliste             | Pays     | Équipe            | Points |
| - | -------------------- | -------- | ----------------- | ------ |
| 1 | Daniel Moreno        | Espagne  | Team Katusha      | 20     |
| 2 | Chris Anker Sørensen | Danemark | Saxo Bank-SunGard | 15     |
| 3 | Koen de Kort         | Pays-Bas | Skil-Shimano      | 13     |

### Classement du combiné
|   | Cycliste          | Pays    | Équipe       | Points |
| - | ----------------- | ------- | ------------ | ------ |
| 1 | Daniel Moreno     | Espagne | Team Katusha | 4      |
| 2 | Joaquim Rodríguez | Espagne | Team Katusha | 10     |
| 3 | Sylvain Chavanel  | France  | Quick Step   | 20     |

### Classement par équipes
|   | Équipe          | Pays       | Temps | Temps            |
| - | --------------- | ---------- | ----- | ---------------- |
| 1 | Team RadioShack | États-Unis | en    | 53 h 35 min 54 s |
| 2 | Rabobank        | Pays-Bas   | +     | 47 s             |
| 3 | Team Katusha    | Russie     |       | 2 min 28 s       |

## Abandons
- José Vicente García Acosta (Movistar) : abandon
- Mauricio Ardila (Geox-TMC) : abandon